# Alta, Iowa
Alta là một thành phố thuộc quận Buena Vista, tiểu bang Iowa, Hoa Kỳ. Năm 2010, dân số của thành phố này là 1883 người.

## Dân số
Dân số qua các năm:
- Năm 2000: 1865 người.
- Năm 2010: 1883 người.